# AKG Acoustics
AKG Acoustics és una marca austríaca creada l'any 1947 especialitzada en la fabricació d'equips d'àudio. Forma part del grup Harman i és, des de la seva adquisició per part del grup Samsung el 2016, una filial de Samsung Electronics

## Història
Originalment Akustische und Kino-Geräte Gesellschaft m.b.H. Akustische und Kino-Geräte Gesellschaft m.b.H. (en francès : Equips d'acústica i cinema), l'empresa va ser fundada l'any 1947 per Rudolf Goerike i Ernst Pless. L'any 1949 van aparèixer els primers auriculars AKG al mercat. ; durant la dècada de 1950, diversos micròfons innovadors van permetre a la marca consolidar-se : el micròfon de condensador cardioide D12 així com el versàtil C12 (control remot). El grup Harman International es va convertir en accionista majoritari el 1993. El 2016 Harman va anunciar el tancament de la seu històrica a Viena i la marxa de tots els empleats, inclosos els equips de recerca i desenvolupament. Igual que JBL, Infinity AKG ja no és un fabricant d'equips d'àudio sinó una simple marca del grup Harman.

## Productes

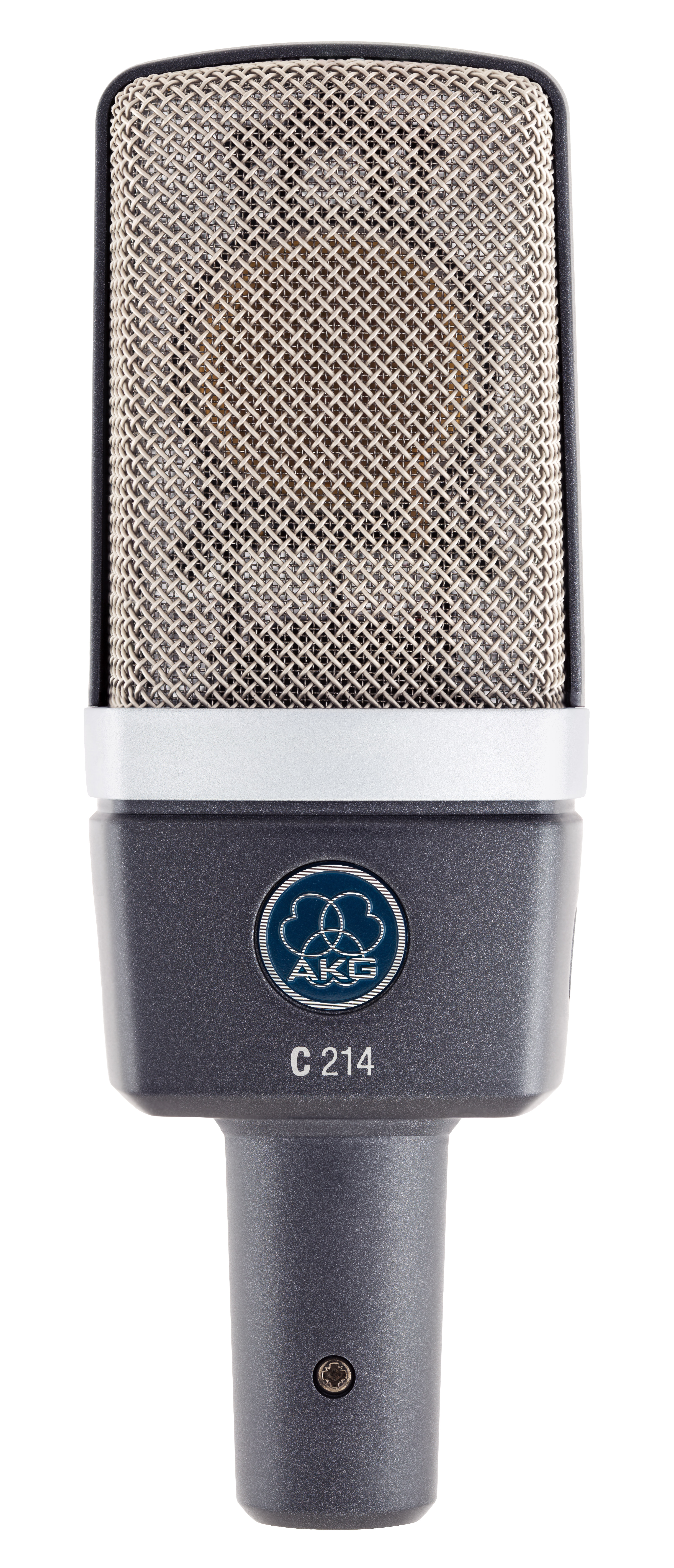
El micròfon de condensador AKG C214.

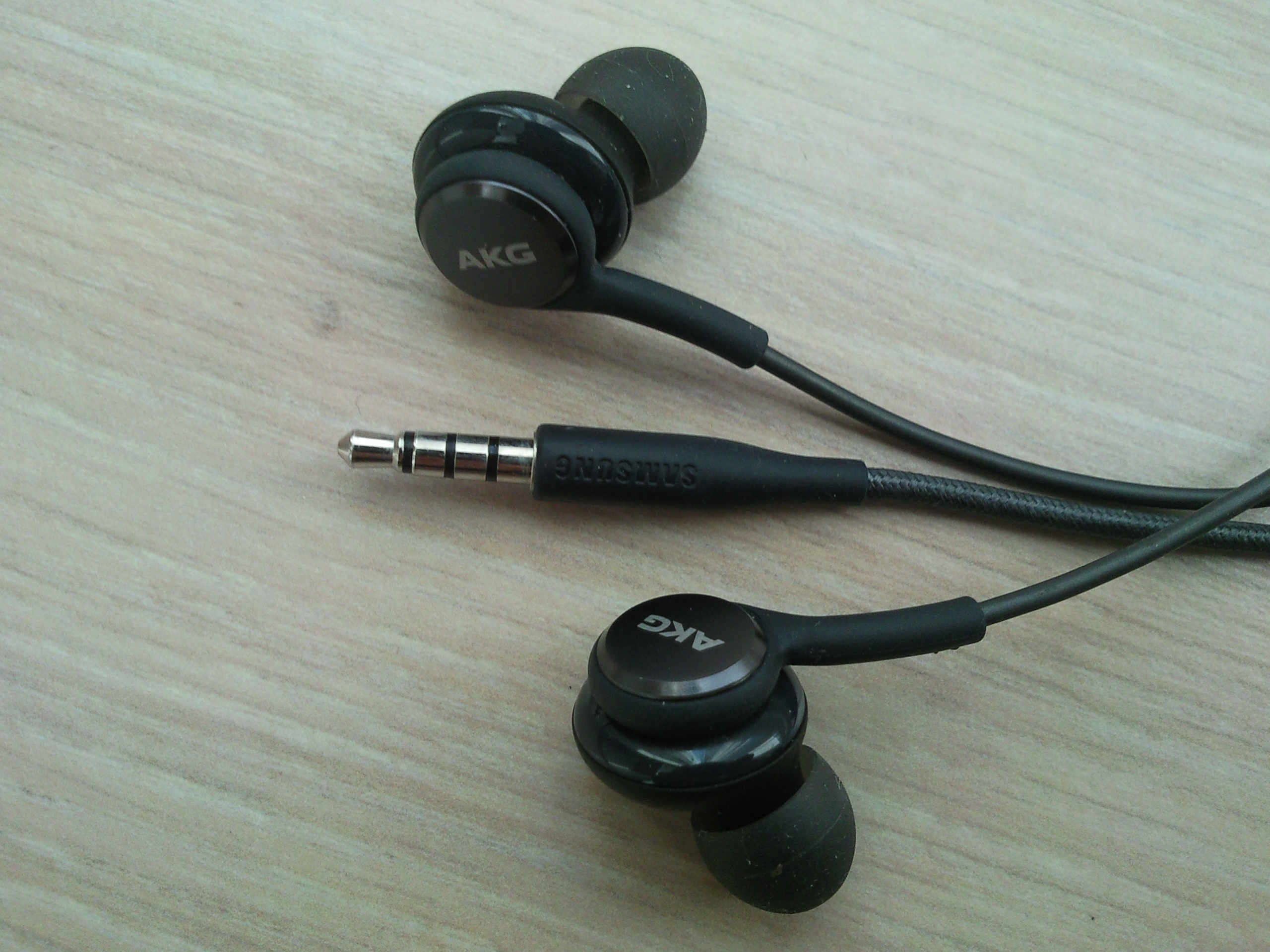
Paquet d'auriculars AKG Samsung

L'empresa fabrica, entre altres coses, micròfons de condensador (per exemple, C12VR, C414), auriculars semioberts per a l'estudi (com el K240M) i també és coneguda pels seus sistemes de connexió sense fil per a músics (WMS45, WMS40 Mini, etc.) .
AKG també produeix auriculars de consum com el K450 (escollit com a producte de l'any 2011 per [What Hi-Fi? Sound and Vision ]).
Els productes AKG es distribueixen a França per SCV AUDIO.
Després de l'adquisició d'Harman per part de Samsung Electronics el 14 novembre 2016, AKG va desenvolupar sistemes estèreo de Samsung començant pel Samsung Galaxy S9 així com amb els Samsung Buds.

## Altres
A principis dels anys 2010, en col·laboració amb el cantant Quincy Jones, AKG va llançar tres tipus d'auriculars,:
- Auriculars intra-orella Q350 ;
- Mini auriculars Q460 ;
- Premium Class Reference Q701, que representa la gamma alta de la línia Quincy Jones.

Els tres models de casc estan disponibles en verd, blanc i negre.
El logotip de la marca representa 3 cardioides superposats a 120°. Aquesta és, per descomptat, la resposta en dB en funció de l'angle d'incidència del so (2D), llegendari en alguns dels seus micròfons.

## Llocs de fabricació
La fàbrica de Viena, que produïa productes de gamma professional, va tancar el juny 2017